# Pałana
Pałana (ros. Пала́на) – osiedle typu miejskiego położone w Kraju Kamczackim w Rosji. Zlokalizowane jest w zachodniej części półwyspu Kamczackiego, nad prawym brzegiem rzeki Pałana, około 8 kilometrów od wybrzeża Morza Ochockiego (nad zatoką Szelichową). W 2021 roku Pałana była zamieszkiwana przez 2 871 osób, głównie przez Koriaków.